# پروانه ملکه
پروانه ملکه (نام علمی: Danaus gilippus) نام یک گونه از سرده پروانه‌های ببری است.